# ドミニシ
ドミニシ (Dominici)は、2005年に元ドリーム・シアターのボーカリスト、チャーリー・ドミニシによって結成されたプログレッシブ・メタル・バンドである。

## 略歴
バンドのこれまでにリリースされた唯一の作品は、米国にやって来て米国に恋をしてしまうテロリスト・スリーパー・セルの物語について、3部にわたるコンセプト・アルバム・シリーズとなる『O3・ア・トリロジー』である。ドミニシは、クロアチア、ハンガリー、オーストリアで開催されたドリーム・シアターによる「Chaos in Motion Tour」の3公演でオープニング・アクトを務めた。
2011年、チャーリー・ドミニシはFacebookアカウントで、バンドとしてのドミニシに元気が戻っていると述べたが、投稿欄のコメントで、ライブを見たかったり、新たなCDリリースをしてほしかったら、ファンは彼らについての言葉をもっと広めるべきだと述べた。彼は「だれも私たちのことをほとんど知らない」と言っている。ドミニシはこの時から活動していない。

## バンド・メンバー
- チャーリー・ドミニシ (Charlie Dominici) - ボーカル、アコースティックギター、ハーモニカ (2005年-2011年)
- リカルド・エリック・アッツェーニ (Riccardo Erik Atzeni) - ベース (2007年-2011年)
- ブライアン・メイラード (Brian Maillard) - ギター (2007年-2011年)
- ヤン・メイラード (Yan Maillard) - ドラム、パーカッション (2007年-2011年)
- アメリコ・リゴルディ (Americo Rigoldi) - キーボード (2007年-2011年)
- ルチオ・マンカ (Lucio Manca) - ベース (2011年)

## ディスコグラフィ

### スタジオ・アルバム
- O3: A Trilogy, Part One (2005年) ※チャーリー・ドミニシ名義
- 『O3・ア・トリロジー・パート2』 - O3: A Trilogy, Part Two (2007年)
- 『O3・ア・トリロジー・パート3』 - O3: A Trilogy, Part Three (2008年)